# Efecto llamada
La expresión «efecto llamada» fue utilizada por algunos integrantes del Partido Popular (PP) de España para describir una de las posibles consecuencias del proceso de regulación de inmigrantes decretado por el gobierno presidido por José Luis Rodríguez Zapatero, entre los meses de febrero y mayo de 2005. Se refiere a la idea de que, cuantos más inmigrantes se regularizan, más inmigrantes quieren venir.

## Efecto
El efecto llamada consistiría, según los detractores de este decreto, en la posible llegada masiva de nuevos inmigrantes ilegales al país, dadas las posibilidades de legalización ofrecidas por el proceso regulador. Por el contrario, la postura del izquierdista PSOE es que la regularización de los inmigrantes ilegales ha tenido un efecto muy beneficioso sobre la economía española por lo que supone en cuanto a disminución del número de trabajadores en la economía sumergida, así como por el aumento en las cotizaciones a la Seguridad Social.
Algunos de los políticos que acuñaron esta expresión consideraron las oleadas de subsaharianos a través de las vallas que bordean Melilla en septiembre de 2005 como una consecuencia del «efecto llamada», con sus situaciones de caos y la muerte de algunos de ellos debido a disparos de los agentes de la Gendarmería Real de Marruecos. A pesar de ello, la presión diplomática española sobre el gobierno marroquí, además del incremento de la seguridad en la valla fronteriza de Melilla ha conseguido reducir drásticamente los asaltos.
Por parte del gobierno y multitud de ONG que ejercen su labor social en África se opina que el verdadero efecto llamada está provocado por la situación de extrema pobreza y falta de perspectivas de futuro en que vive una gran parte de la población africana. También el Parlamento Europeo rechazó este concepto de «efecto llamada», achacando la llegada masiva de inmigrantes irregulares a las malas condiciones de vida en el tercer mundo.
A pesar de que el impacto mediático de este tipo de inmigración irregular ha sido frecuentemente utilizado por el PP para criticar la política del gobierno socialista, es un hecho demostrado que la mayor cantidad de inmigrantes irregulares entra en España por los aeropuertos, siendo el de Barajas el que mayor tráfico de inmigración irregular soporta.